# Książnice (Subkarpaten)
Książnice is een dorp in de Poolse woiwodschap Subkarpaten. De plaats maakt deel uit van de gemeente Mielec en telt 601 inwoners.